# Porto de Sanabria
Porto de Sanabria település Spanyolországban,  Zamora tartományban. Porto de Sanabria San Justo, Trefacio, Galende, Cobreros, Requejo, Lubián, Pías, Viana do Bolo, A Veiga, Carballeda de Valdeorras és Encinedo községekkel határos. Lakosainak száma 156 fő (2024).

## Népesség
A település népessége az utóbbi években az alábbiak szerint változott:
| Lakosok száma | 329  | 299  | 257  | 235  | 216  | 202  | 179  | 178  | 160  | 156  |
|               | 2001 | 2004 | 2007 | 2009 | 2012 | 2014 | 2017 | 2019 | 2022 | 2024 |